# Matteo Lovato
Matteo Lovato, né le 14 février 2000 à Monselice en Italie, est un footballeur italien qui évolue au poste de défenseur central à  l'Empoli FC, en prêt de l'US Salernitana.

## Biographie

### Débuts professionnels
Né à Monselice en Italie, Matteo Lovato est formé par le Calcio Padoue, puis au Genoa CFC avant de retourner au Calcio Padoue en janvier 2018.

### Hellas Vérone
Le 31 janvier 2020, Matteo Lovato est recruté par l'Hellas Vérone, club avec lequel il s'engage jusqu'en juin 2024.
À la suite du départ de Marash Kumbulla, l'entraîneur de l'Hellas, Ivan Jurić installe Matteo Lovato dans sa défense dans un rôle de titulaire au début de la saison 2020-2021. Le jeune défenseur s'y impose avec des prestations convaincantes.

### Atalanta Bergame
Le 31 juillet 2021, Matteo Lovato s'engage en faveur de l'Atalanta Bergame pour un contrat de quatre ans plus une année en option. Le transfert est estimé à 8 millions d'euros.

### Cagliari Calcio
Le 3 janvier 2022, Matteo Lovato est prêté jusqu'à la fin de la saison 2021-2022 au Cagliari Calcio. Le jeune défenseur se montre rapidement convaincant, dès le mois de février le président de Cagliari, Tommaso Giulini, annonce qu'il souhaite prolonger le prêt de Lovato d'une saison avec une option d'achat.

### US Salernitana
Le 6 juillet 2022, Matteo Lovato rejoint l'US Salernitana. Il signe un contrat de cinq ans, soit jusqu'en juin 2027.

### Torino FC
Le 31 janvier 2024, Matteo Lovato rejoint le Torino FC sous la forme d'un prêt jusqu'à la fin de la saison. Le club dispose d'une option d'achat sur le joueur.

### En sélection
Il est convoqué pour la première fois avec l'équipe d'Italie espoirs en octobre 2020. Il fête sa première sélection le 11 novembre 2020, en étant titularisé face à l'Islande (1-2).

## Statistiques
| Saison                | Club                   | Championnat           | Championnat | Championnat | Coupe(s) nationale(s) | Coupe(s) nationale(s) | Supercoupe | Supercoupe | Compétition(s) continentale(s) | Compétition(s) continentale(s) | Compétition(s) continentale(s) | Total | Total |
| Saison                | Club                   | Division              | M.          | B.          | M.                    | B.                    | M.         | B.         | Comp.                          | M.                             | B.                             | M.    | B.    |
| 2019-2020             | Calcio Padoue          | Serie C               | 17          | 0           | 1                     | 0                     | -          | -          | -                              | -                              | -                              | 18    | 0     |
| 2019-2020             | Hellas Vérone          | Serie A               | 1           | 0           | -                     | -                     | -          | -          | -                              | -                              | -                              | 1     | 0     |
| 2020-2021             | Hellas Vérone          | Serie A               | 24          | 0           | -                     | -                     | -          | -          | -                              | -                              | -                              | 24    | 0     |
| Sous-total            | Sous-total             | Sous-total            | 25          | 0           | -                     | -                     | -          | -          | -                              | -                              | -                              | 25    | 0     |
| 2021-2022             | Atalanta Bergame       | Serie A               | 6           | 0           | -                     | -                     | -          | -          | C1                             | 1                              | 0                              | 7     | 0     |
| 2021-2022             | Cagliari Calcio (prêt) | Serie A               | 16          | 0           | -                     | -                     | -          | -          | -                              | -                              | -                              | 16    | 0     |
| 2022-2023             | US Salernitana         | Serie A               | 17          | 0           | -                     | -                     | -          | -          | -                              | -                              | -                              | 17    | 0     |
| 2023-2024             | US Salernitana         | Serie A               | 13          | 0           | 2                     | 0                     | -          | -          | -                              | -                              | -                              | 15    | 0     |
| Sous-total            | Sous-total             | Sous-total            | 30          | 0           | 2                     | 0                     | 0          | 0          | -                              | 0                              | 0                              | 32    | 0     |
| 2023-2024             | Torino FC (prêt)       | Serie A               | 3           | 0           | -                     | -                     | -          | -          | -                              | -                              | -                              | 3     | 0     |
| Total sur la carrière | Total sur la carrière  | Total sur la carrière | 97          | 0           | 3                     | 0                     | 0          | 0          | -                              | 1                              | 0                              | 101   | 0     |

## Palmarès
US Sassuolo
- Championnat d'Italie de Serie B
  - Champion en 2025[11]